# James E. Smith
James E. Smith é um cientista da computação.
É professor emérito da Universidade do Wisconsin-Madison.
Foi laureado em 1999 com o Prêmio Eckert–Mauchly "por contribuições fundamentais à micro-arquitetura de alta performance, incluindo contadores saturados para preditor de saltos, buffers de reordenação para tratamento de exceção preciso, arquiteturas desacopladas acesso/execução, e memória de organização de supercumputadores vetoriais, e interconexões." 